# Даммер, Уильям
Уильям Даммер (англ. William Dummer; крещен 29 сентября (10 октября) 1677 — 10 октября 1761) — английский колониальный чиновник в Северной Америке, исполняющий обязанности губернатора провинции Массачусетс-Бэй. Служил в качестве заместителя губернатора в течение 14 лет (1716—1730), включая длительный период с 1723 по 1728 год. Управлял провинцией во время войны Даммера между британскими колониями Северной Америки и коалицией индейских племен.

## Ранние годы
Даммер родился в Бостоне, столице провинции Массачусетс-Бэй, в семье Иеремии Даммера, крупного торговца серебром, и Анны (Атуотер) Даммер. Его дедом был Ричард Даммер, ранний поселенец в Массачусетсе и одним из самых богатых людей колонии. Уильям был старшим из девяти детей, только четыре из которых дожили до совершеннолетия. Он был крещен в Старой южной церкви Бостона 29 сентября 1677 года.
Мало что известно о юности Даммера. Учитывая богатство семьи, он, вероятно, посещал Бостонскую латинскую школу, но не обучался в Гарварде. Его младший брат Иеремия учился в Гарварде, после чего отправился в Европу, учился в Лейдене и Утрехте.

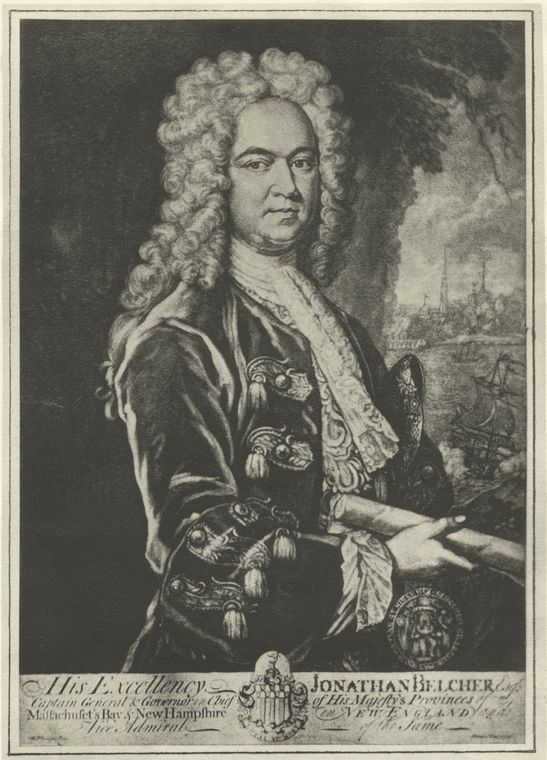
Джонатан Белчер

В 1702 году Даммер поступил на службу в Бостонскую артиллерийскую бригаду. Он поехал в Англию, скорее всего, в начале 1700-х годов, где присоединился к торговому бизнесу своей семьи. Даммер вернулся в Массачусетс в 1712 году. В Англии он женился на своей двоюродной сестре, смерть которой, возможно, побудила его вернуться в Массачусетс. В этом браке не было детей. Затем он женился на Кэтрин Дадли, дочери губернатора штата Массачусетс Джозефа Дадли (1714). В качестве свадебного подарка Дадли в ноябре 1712 года передал Даммеру значительный участок земли в разделе Пофилд-Ньюбери, на котором был построен особняк для молодожёнов.
После смерти королевы Анны в 1714 году в провинции началась политическая борьба между сторонниками Дадли и сторонниками учреждения земельного банка, предназначенного для борьбы с инфляцией. Брат Даммера Иеремия был в Лондоне, представляя фракцию Дадли. Хотя он не смог обеспечить повторное назначение Дадли губернатором, вместе с Джонатаном Белчером Иеремия подкупил Элизеуса Бёрджеса, назначенного губернатором и симпатизировавшего фракции земельного банка, чтобы тот отказался от поста. В июне 1716 года губернаторское кресло было доверено Самуэлю Шюту, противнику земельного банка, а Уильям Даммер стал его заместителем (лейтенант-губернатором). Шют прибыл в колонию в октябре следующего года.

## Лейтенант-губернатор
У Шюта установились сложные отношения с провинциальным собранием, которое отказалось выплачивать чиновникам короны регулярное жалование и возражало против других мер, которые Шюту было поручено осуществить. Собрание также осложнило переговоры Шута с индейцами-абенаками, которые занимали земли на восточных границах провинции (ныне в штате Мэн) и возражали против вторжения поселенцев на их земли. Несмотря на неагрессивность абенаков, собрание Массачусетса, в противовес Шюту, заняло жесткую позицию, прекратив торговлю с абенаками и направив военную экспедицию против Норриджвока, одного из главных городов абенаков. Конфликт перерос в открытую войну в 1722 году. Из-за продолжавшихся споров с собранием Шют внезапно покинул провинцию 1 января 1723 года и отбыл в Лондон, в результате чего Даммер стал губернатором и главнокомандующим. Завершение конфликта было оставлено Даммеру, и с тех пор он стал известен как Война Даммера. 

### Западный фронтир
Даммер в качестве исполняющего обязанности губернатора был описан историком Джоном Раглом как «незаметный, но способный». В первой половине 1723 года Даммер предпринял совместные усилия по привлечению на свою сторону ирокезов нынешнего штата Нью-Йорк в качестве союзников против абенаков и стремился избежать втягивания групп западных абенаков в конфликт. В обоих случаях успеха добиться не удалось: ирокезы, несмотря на значительные финансовые стимулы, отказались вступить в войну. 

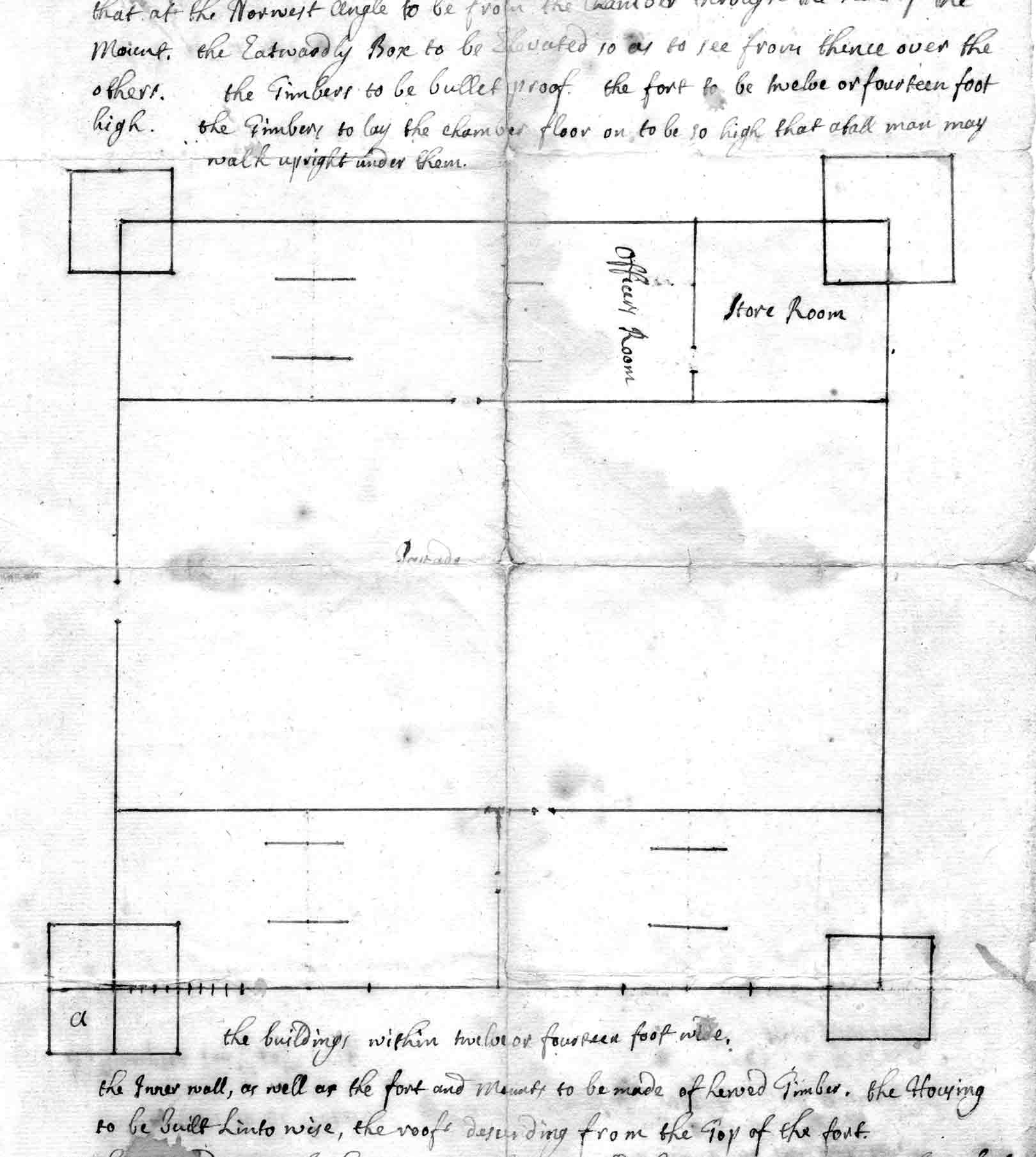
Страница из письма 1724 года капитана Томаса Стоддарда, в котором приводится план форта Даммер

В августе 1723 года вождь западных абенаков Серый Локон провел набег на пограничные общины Массачусетса в долине реки Коннектикут. Даммер обратился к лидерам колонии Коннектикут, которая в декабре разместила там ополченцев. Он также санкционировал строительство форта к северу от Нортфилда, на земле, которую он приобрел несколько лет назад на аукционе в Коннектикуте. Построенный форт был расположен там, где ныне находится в Брэтлборо, Вермонт, и был назван в честь Даммера.
Форт Даммер оказался бессилен прекратить индейские набеги. Тогда Даммер возобновил свои призывы к губернатору Коннектикута Гордону Сэлтонстолу, отметив, что Коннектикут был в равной степени уязвим для рейдов, как и города Массачусетса на реке Коннектикут. Сэлтонстол направил подкрепления в регион, но рейды абенаков продолжались до 1727 года, когда Серый Локон, по-видимому, устал продолжать войну без поддержки со стороны.

### Восточный фронтир
Одним из спорных вопросов между Шютом и собранием до его отъезда был вопрос назначения командиров ополчения, который был прерогативой губернатора. Собрание потребовало отставки командира ополчения восточного района полковника Шадраха Уолтона. Даммер продолжал спорить по этому вопросу с собранием, но в конце концов сдался и заменил Уолтона Томасом Уэстбруком. В феврале 1723 года Уэстбрук совершил второй набег на Норриджвок, но деревню была найдена брошенной на зиму. 

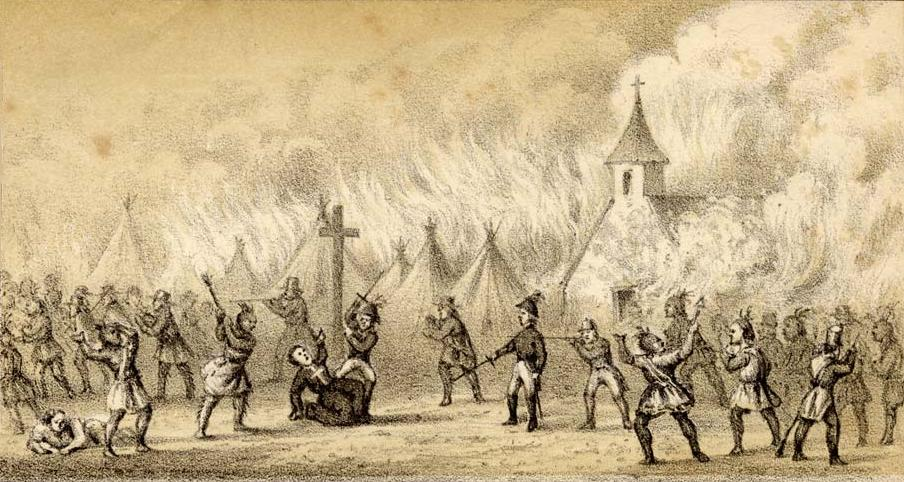
Смерть Себастьяна Рэля в 1724 году

Война на восточной границе состояла из рейдов, аналогичных проводимым восточными абенаками, и контррейдами, проводимыми провинциальной милицией Массачусетса и Нью-Хэмпшира. После того, как Норриджвок был уничтожен в результате третьего рейда в августе 1724 года (в ходе рейда был убит влиятельный французский священник-иезуит Себастьян Рэль), война фактически закончилась. Даммер принял агрессивную позицию после рейда, обвинив французов в подстрекательстве к войне и требуя их нейтралитета.
Мирные переговоры начались в начале 1725 года в Бостоне с лидерами племени Пенобскот Вэнемуэ и Саугуаарам. Даммер провел переговоры, заняв жесткую позицию. Он отказался прекратить поселенческую деятельность на оспариваемых территориях, но позволил пенобскотам сохранить римско-католическую миссию. Он также оказал давление на Вэнемуэ, чтобы привести Серого Локона и других лидеров абенаков за стол переговоров. Эти переговоры привели к предварительному миру только с пенобскотами в конце июля 1725 года. Затем Вэнемуэ довел содержание договора до других племен. После перевода письменного договора французским священником были выявлены различия между тем, что было записано и что обсуждалось, и Саугуаарам отказался от своей подписи под ним в январе 1726 года. На мирной конференции, состоявшейся в августе 1726 года, пенобскоты попытались спорить договор, но безуспешно. Пенобскоты, несмотря на их оговорки, способствовали признанию этого договора другими племенами конфедерации и сообщили в марте 1727 года, что все лидеры племен, кроме Серого Локона, согласились с ним.

### Другие мероприятия

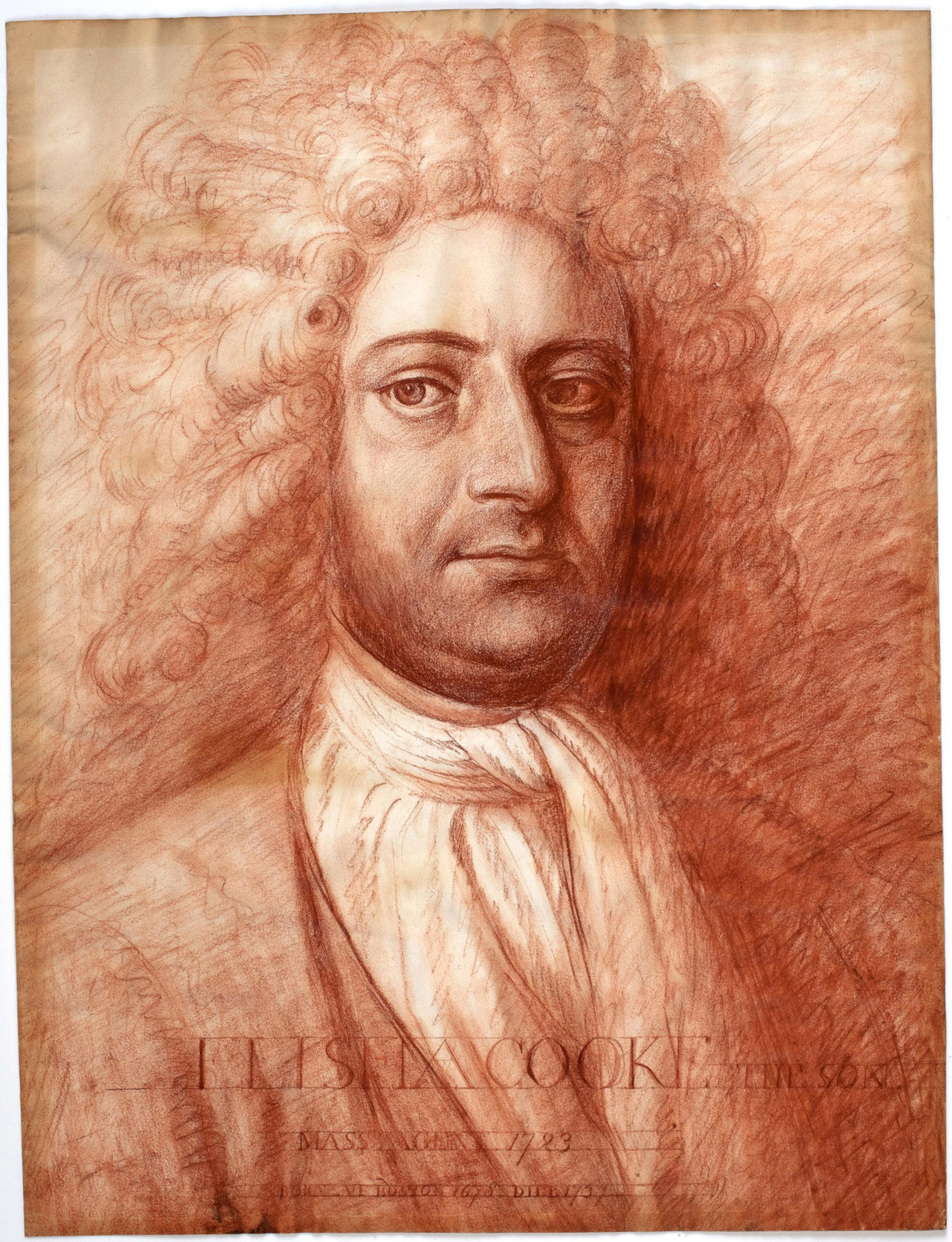
Элиша Кук-младший

Даммер в целом стремился к примирению с провинциальным законодательным органом, допустив, например, избрание Элиши Кука (лидера оппозиции Шюту) в качестве спикера собрания. Он закрепил право собрания вмешиваться в управление милицией.
Жалобы Шюта в Лондоне привели к выпуску Тайным советом пояснительной Хартии для провинции, в которой совет поддержал Шюта по всем основным вопросам. Шют готовился вернуться в Массачусетс в 1727 году, когда умер король Георг I. Король Георг II решил назначить губернатором Массачусетса Уильяма Бёрнета, а Даммер был подтвержден на должности его заместителя.
Краткая администрация Бёрнета была в основном посвящена спору с собранием о постоянном жаловании для губернатора. После того, как Бёрнет внезапно скончался 7 сентября 1729 года, Даммер вновь стал исполняющим обязанности губернатора. Он оставался на своем посту до 11 июня 1730 года, когда его заменил Уильям Тейлер, ставший заместителем нового губернатора Джонатана Белчера.

## Смерть и наследие
После отставки Даммер, очевидно, ушел из политики и занялся фермерством. Сообщается, что он служил в провинциальном собрании. Он умер в своем доме 10 октября 1761 года и был похоронен на Бостонском кладбище шесть дней спустя.

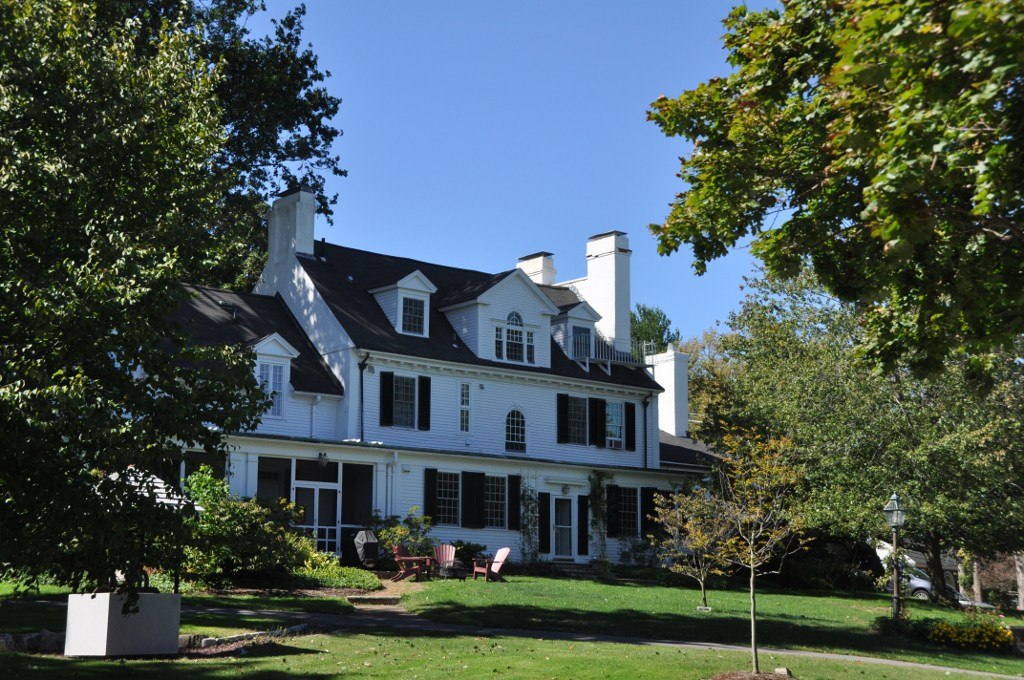
Дом Даммера, ныне часть кампуса Академии губернатора

Даммер сделал несколько пожертвований в своем завещании. Он передал 200 фунтов стерлингов в Гарвард-колледж, а также 50 фунтов стерлингов на покупку книг. Его единственным крупным подарком было предоставление своего имущества в Ньюбери для подготовительной школы. Сначала она называлась Благотворительной школой Даммера, далее - Академией Даммера, а до недавнего времени - Академией губернатора Даммера. В июле 2006 года фамилию Даммера убрали из названия (из-за ее созвучия - Dummer - со словом "dumber" - "глупейший", это оскорбительное созвучие до того неоднократно использовали болельщики команд-оппонентов во время спортивных соревнований). Особняк Даммера является резиденцией директора Академии.
В его честь также были названы города Даммер в Нью-Хэмпшире и Даммерстон в Вермонте.